# Divizia Națională 2006-2007
La Divizia Națională  2006-2007 è stata la 16ª edizione della massima serie del campionato di calcio moldavo disputato tra il 2 luglio 2006 e il 25 maggio 2007 e concluso con la vittoria dello Sheriff Tiraspol, al suo settimo titolo consecutivo.

## Formula
Il numero di squadre passò da 8 a 10 e il torneo consisteva in un doppio turno di andata e ritorno per un totale di 36 giornate. A causa dell'allargamento a 12 squadre previsto per la stagione successiva, non furono previste retrocessioni.
Le squadre partecipanti alle coppe europee furono quattro: la squadra campione si qualificò alla UEFA Champions League 2007-2008, la seconda classificata e la vincitrice della coppa nazionale alla Coppa UEFA 2007-2008 e una quarta squadra fu ammessa alla Coppa Intertoto 2007.

## Squadre
| Squadra                 | Città    | Stadio | Stagione 2005-2006   |
| ----------------------- | -------- | ------ | -------------------- |
| FC Dinamo Bender        | Bender   |        | 8°                   |
| FC Politehnica Chișinău | Chișinău |        | 7°                   |
| Dacia Chișinău          | Chișinău |        | 6°                   |
| Tiligul-Tiras Tiraspol  | Tiraspol |        | 4°                   |
| Zimbru Chișinău         | Chișinău |        | 2°                   |
| Nistru Otaci            | Otaci    |        | 5°                   |
| Sheriff Tiraspol        | Tiraspol |        | Campione di Moldavia |
| FC Tiraspol             | Tiraspol |        | 3°                   |
| Olimpia Bălți           | Bălți    |        | Divizia A            |
| FC Iskra-Stal Rîbnița   | Rîbnița  |        | Divizia A            |

## Classifica
|  | Pos. | Squadra                | Pt | G  | V  | N  | P  | GF | GS | DR  |
|  | ---- | ---------------------- | -- | -- | -- | -- | -- | -- | -- | --- |
|  | 1.   | Sheriff Tiraspol       | 92 | 36 | 28 | 8  | 0  | 70 | 7  | +63 |
|  | 2.   | Zimbru Chișinău        | 71 | 36 | 21 | 8  | 7  | 63 | 23 | +40 |
|  | 3.   | Nistru Otaci           | 57 | 36 | 16 | 9  | 11 | 44 | 36 | +8  |
|  | 4.   | Dacia Chișinău         | 55 | 36 | 13 | 16 | 7  | 36 | 30 | +6  |
|  | 5.   | FC Tiraspol            | 46 | 36 | 10 | 16 | 10 | 37 | 32 | +5  |
|  | 6.   | Olimpia Bălți          | 42 | 36 | 12 | 6  | 18 | 38 | 50 | -12 |
|  | 7.   | Politehnica Chișinău   | 33 | 36 | 7  | 12 | 17 | 29 | 47 | -18 |
|  | 8.   | Tiligul-Tiras Tiraspol | 33 | 36 | 6  | 15 | 15 | 23 | 46 | -23 |
|  | 9.   | FC Iskra-Stal Rîbnița  | 31 | 36 | 6  | 13 | 17 | 22 | 43 | -21 |
|  | 10.  | Dinamo Bender          | 22 | 36 | 3  | 13 | 20 | 24 | 72 | -48 |

Legenda:

      Campione di Moldavia
      Qualificata alla Coppa UEFA
      Qualificata alla Coppa Intertoto
Note:

Tre punti a vittoria, uno a pareggio, zero a sconfitta.

## Verdetti
- Campione: Sheriff Tiraspol, qualificato alla UEFA Champions League
- Qualificato alla Coppa UEFA: Zimbru Chișinău, Nistru Otaci
- Qualificato alla Coppa Intertoto: Dacia Chișinău
- Retrocesse in Divizia "A": nessuna